# Riddarna av Runda bordet
Riddarna av Runda bordet (eng. 'Knights of the Round Table') är inom medeltida litteratur namnet på kung Arturs allierade riddare. Berättelserna härrör från 1100-talet och 1200-talet, dvs. mer än 500 år efter den våldsamma och mytomspunna historiska epok då kung Artur ska ha levt enligt legenden.

## Riddarna

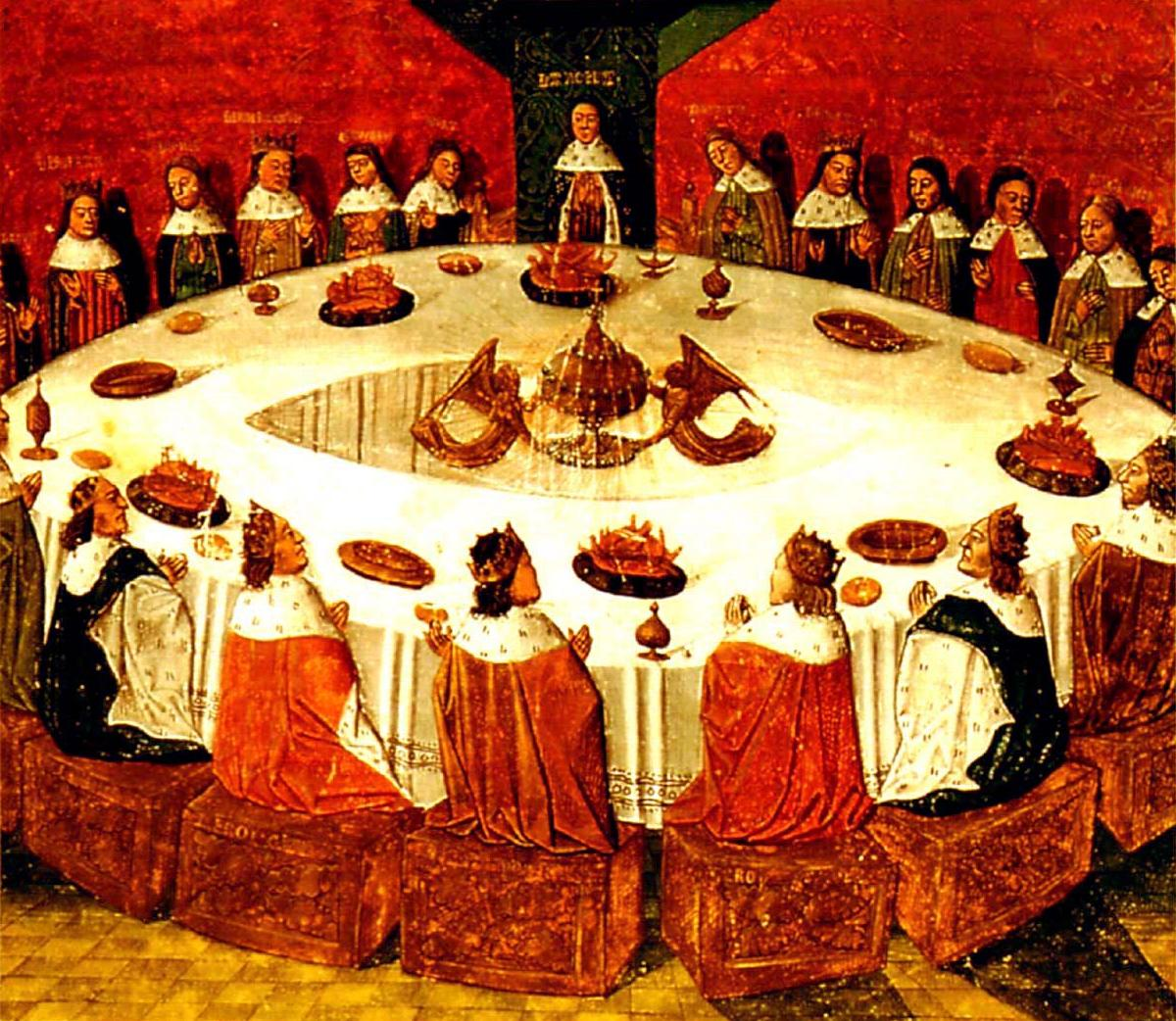
Kung Arthur och hans riddare

Enligt Thomas Malory i hans verk Morte d'Arthur, fanns det ursprungligen 150 riddare som belägrade Runda bordet. Kung Leodegraunce tog med sig 100 av dem, när han gav bordet till Kung Artur. Trollkarlen Merlin valde 28 män att fylla de tomma stolarna och kung Artur valde Galdwin och Tor; de återstående 20 stolarna var kvar för dem som var värdiga desamma; den 151:e stolen var tillägnad den heliga graal.
En lista över samtliga riddare och deras vapenrustning beskrivs i Theatre of Honour (1622) av Andrew Fairne.
Runda bordets riddare fortsatte sitt sökande efter lyckan, men deras huvudsakliga bedrift var att finna den heliga graal.
Bland de mer kända av riddarna av Runda bordet märks Sir Lancelot (förebilden för trohet, tapperhet, moralisk svaghet i kärlek och ruelse); Sir Galahad (kyskhet); Sir Gawain (hövlighet); Sir Tristan (mest känd för sin romans med Isolde); däremot visade Sir Kay sig vara en brutal, skrytsam riddare och Sir Mordred var en trolös och förrädisk riddare.

### Klubb
Ännu idag finns det i Storbritannien en Riddarna av Runda bordet-klubb, som påstår sig vara den äldsta "sällskapsklubben" i världen. Den grundades 1722 och bland dess medlemmar genom åren kan nämnas David Garrick, Charles Dickens och Sir Henry Irving.

## Bordet
Runda bordet finns att beskåda i en angränsande byggnad till katedralen i Winchester i England.